# Roku
Roku是美国公司Roku, Inc.推出的機上盒，提供各种串流媒體内容，並輸出之到電視上。Roku名稱源自日语「六」之音譯，首款產品於2008年5月首次推出，由Roku公司与Netflix合作开发，串流Netflix內容上電視播放。